# 清溪县 (永贞)
清溪县，一作青溪县，是今浙江省历史上曾经存在的一个县，治所位于今浙江省淳安县千岛湖南山岛附近。
漢歙縣地，屬丹杨郡。後分置新安縣，隋改為雉山县，文明元年（684年），復為新安县，开元二十年（732年），改名还淳县，永贞元年（805年）十二月，避憲宗名，改名清溪县。属睦州新定郡。方腊于此起事后，宋朝改清溪县为淳化县，睦州改名严州。